# Shibukawa Shunkai
Shibukawa Shunkai (渋川 春海 (Sáp Xuyên Xuân Hải) 27 tháng 12 năm 1639 - 1 tháng 11 năm 1715), cũng có tên khác là Shibukawa Harumi, Yasui Santetsu II 二世保井算哲 (Nhị Thế Bảo Tỉnh Toán Triết), và Motoi Santetsu 保井 算晢 (Bảo Tỉnh Toán Triết), là một học giả và kì thủ cờ vây người Nhật Bản, đồng thời là nhà thiên văn học chính thức đầu tiên được bổ nhiệm vào thời kỳ Edo. Ông đã sửa lại loại âm dương lịch của Trung Quốc theo yêu cầu của chính quyền Mạc phủ, lập ra loại lịch Jōkyō, được ban hành năm 1684, niên đại Jōkyō (Trinh Hưởng). Năm 1702, ông đổi tên là Shibukawa Sukezaemon Shunkai, và về hưu vào năm 1711. Trong vai trò một kỳ thủ cờ vây, ông là người có liên quan đến gia tộc Yasui, ban đầu tự gọi mình là Yasui Santetsu II (dựa theo tên người cha). Ông được nhắc tới như một kì thủ với nước khai cuộc vào điểm Tengen (Thiên nguyên) trong cuốn sách Tengen e no chōsen (Thách thức Thiên nguyên) của Keigo Yamashita.

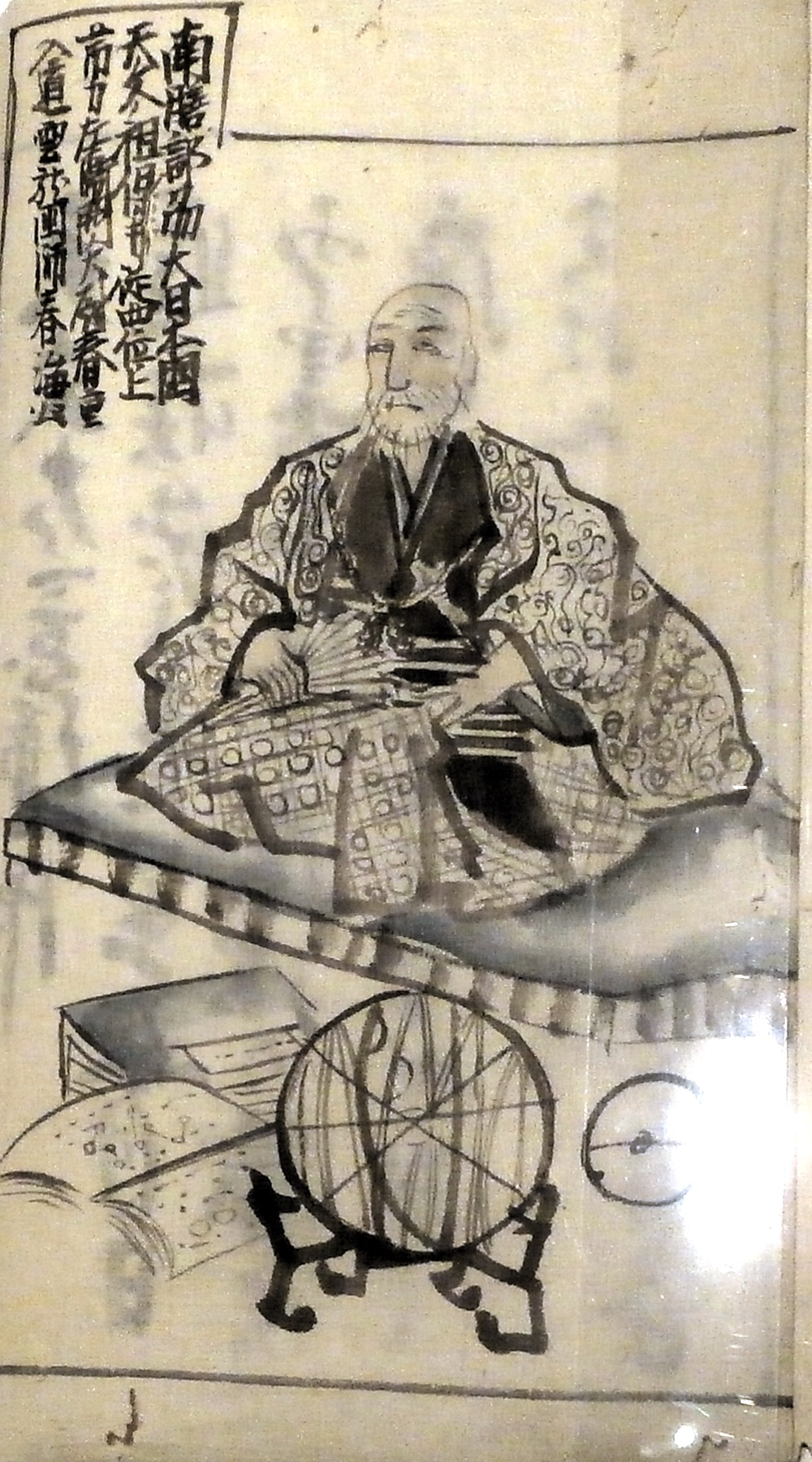
Shibukawa Shunkai

Shibukawa Shunkai (với tên Yasui Santetsu) là nhân vật trung tâm trong bộ phim năm 2012 Tenchi: Nhà thiên văn học samurai của đạo diễn Takita Yōjirō.

## Hình ảnh

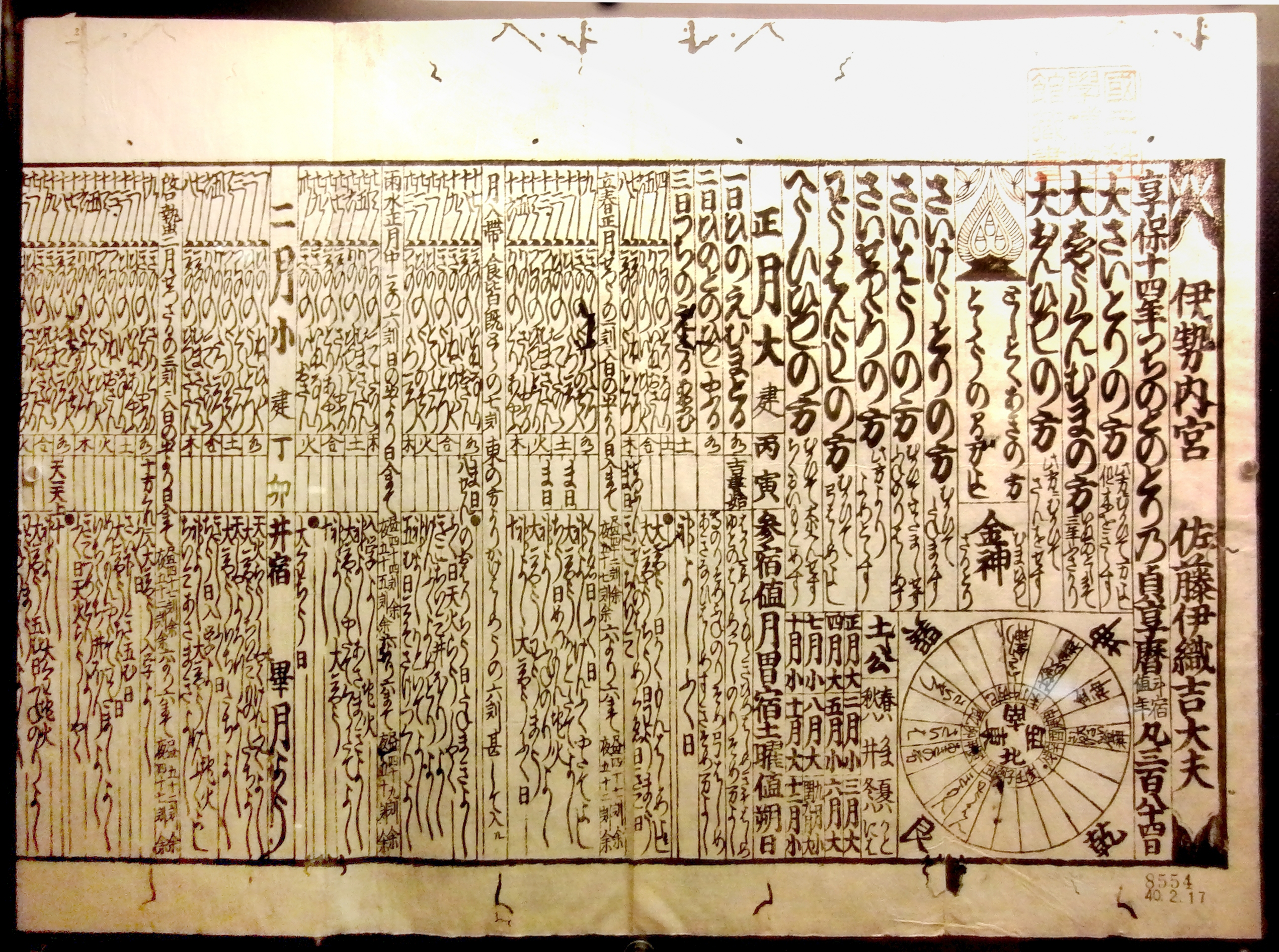
Lịch Jōkyō xuất bản năm 1729. Triển lãm tại Bảo tàng Khoa học Tự nhiên Quốc gia, Tokyo, Nhật Bản.
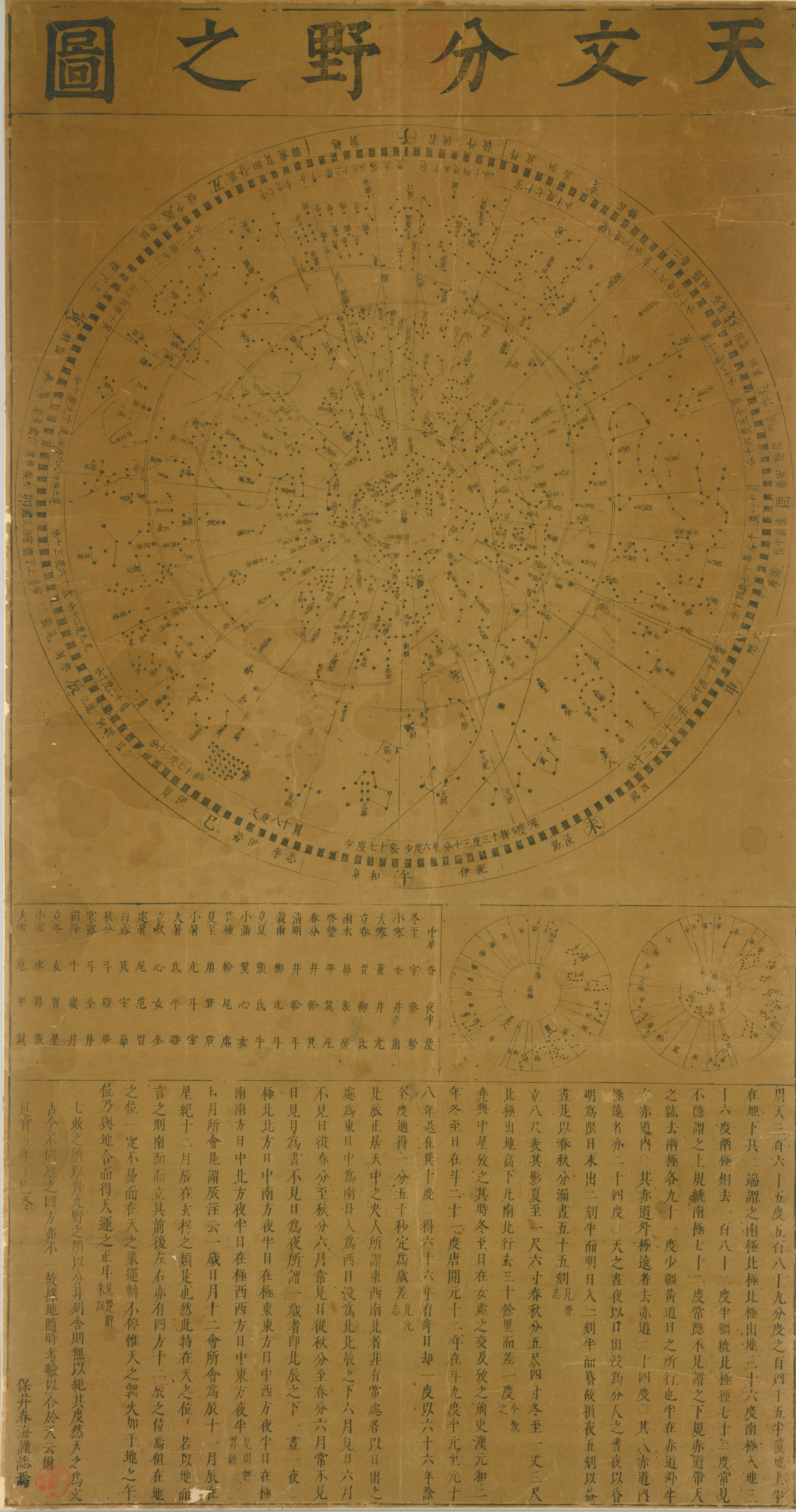
"Tenmon Bunya no Zu", viết bởi Shibukawa Shunkai năm 1677. "Tenmon Bunya no Zu" có nghĩa là biểu đồ sao.
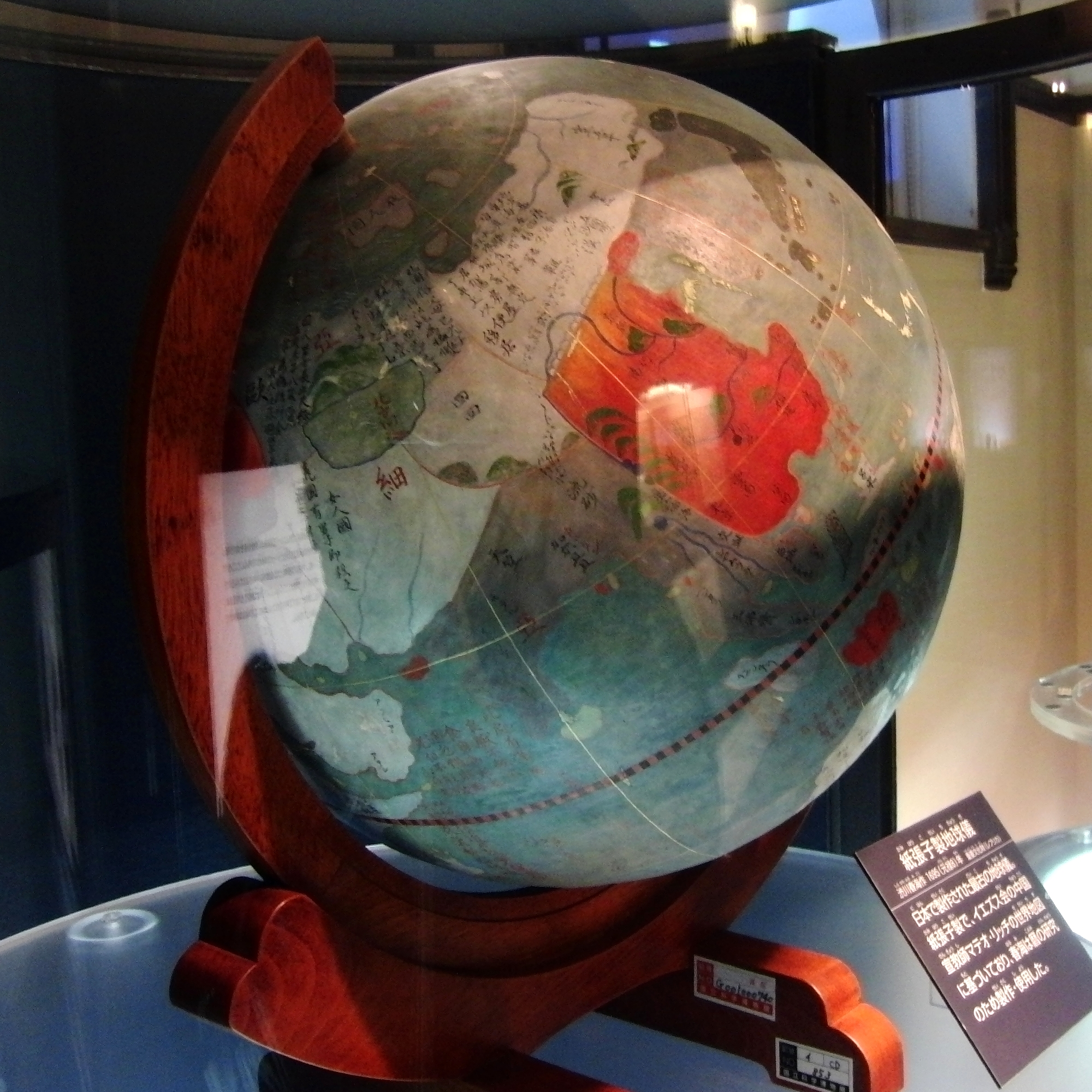
Quả địa cầu làm từ giấy bồi được tạo ra bởi Shibukawa Shunkai năm 1695. Một trong những Vật dụng Văn hóa Trọng yếu của Nhật Bản. Triển lãm tại Bảo tàng Khoa học Tự nhiên Quốc gia, Tokyo, Nhật Bản.
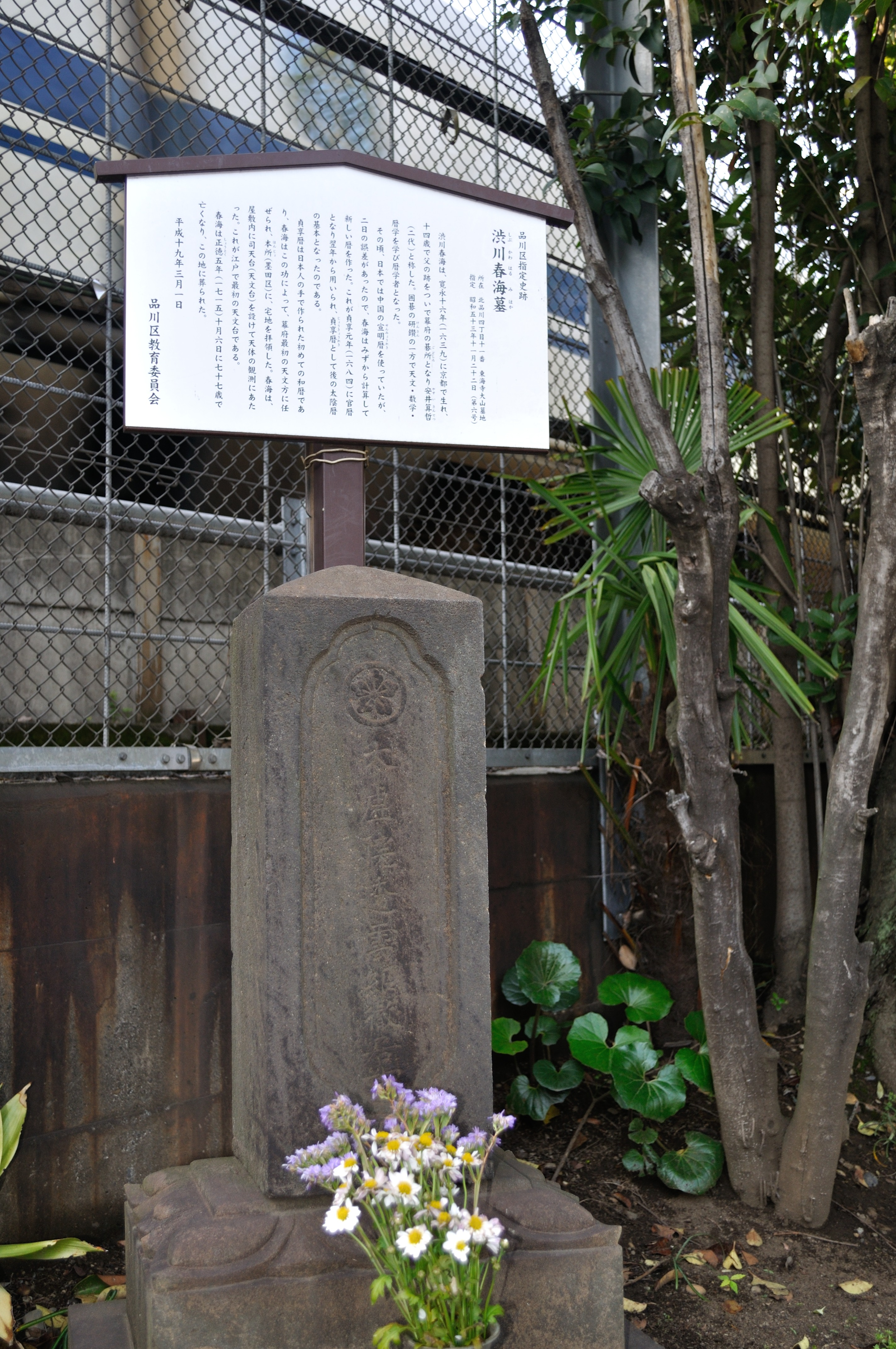
Mộ phần của Shunkai tại Tokyo